# Дустлик (Ферганская область)
Дустлик (узб. Doʻstlik/Дўстлик) — посёлок городского типа в Ферганской области Узбекистана. Подчинён администрации города Кувасай. Посёлок расположен на берегу реки Исфайрамсай в 7 км от железнодорожной станции Кувасай (на линии Ахунбабаева — Кызыл-Кыя).
Статус посёлка городского типа с 1981 года.

## Население
| 1989 |
| ---- |
| 2111 |